# بند سوختوک
سد سوختوک یک سد وزنی روی رودخانه نیلی است که یکی از شاخه‌های رود هلمند می‌باشد و در ولسوالی نیلی، ولایت دایکندی از توابع افغانستان ساخته شده‌است. این سد قابلیت تولید ٧۰۰ کیلووات برق را دارد و برای تامین انرژی شهر نیلی استفاده میشود.
کار ساختمانی این سد در سال ١٣٩۵ شروع شده و در سال ١٣٩٨ ختم گردید. قبل از ساخت این سد بر روی رودخانه نیلی، آب این رود به سد کجکی و در نهایت به دریاچه هامون می‌ریخت.